# Gradac kod Zavaita (Foča, BiH)
Gradac je naseljeno mjesto u općini Foči, Republika Srpska, BiH. Popisano je kao samostalno naselje na popisu 1961., a na kasnijim popisima ne pojavljuje se, jer je 1962. pripojeno Zavaitu (Sl.list NRBiH, br.47/62). Smješten je na 1058 metara nadmorske visine.

## Stanovništvo
| Narod     | Popis 1961. |
| --------- | ----------- |
| Hrvati    |             |
| Muslimani | 11          |
| Srbi      | 263         |
| ostali    | 11          |
| Ukupno    | 285         |